# Posbank
Posbank ist der Name eines etwa 90 Meter hohen Aussichtspunkts im niederländischen Nationalpark Veluwezoom, Gemeinde Rheden, Provinz Gelderland. Auf dem Hügel befinden sich ein Denkmal, die namensgebende Posbank, sowie ein Teehaus gleichen Namens. Dieses wurde 1996 bei einem Brand zerstört und im Jahr 2002 wieder aufgebaut. Der Ort ist benannt nach G.A. Pos, dem ehemaligen Vorsitzenden des Allgemeinen Niederländischen Radfahrerverbundes (niederl. Algemene Nederlandse Wielrijdersbond, kurz ANWB).

## Geographie
Der Aussichtspunkt ist einer der höchstgelegenen Orte im Nationalpark. Von hier aus hat man einen Überblick über das Tal der IJssel, die Stadt Arnhem, den Achterhoek und die Region Liemers bis hin nach Deutschland. Er liegt am Rande des Heidegebiets Herikhuizerveld, welches im alltäglichen Sprachgebrauch meist auch als Posbank bezeichnet wird.

## Denkmal
Das Denkmal hat die Form einer halbrunden Steinbank auf einem etwas erhöhten Podest, umgeben von einer Mauer. In der Mitte ist eine Plakette zu Ehren des Namensgebers G.A. Pos angebracht. Das Denkmal wurde von dem Architekten Willem Leliman entworfen und am 24. Mai 1921 anlässlich des 25-jährigen Jubiläums von Pos als zweiter Vorsitzender des ANWB enthüllt. Eine Replik des Denkmals befindet sich im Sonsbeekpark in Arnhem.

## Sport
Der Posbank ist beliebt sowohl bei Wanderern als auch bei Radfahrern. Das Radrennen Arnhem-Veenendaal Classic führt einmal jährlich über den Berg. Im Jahr 2016 führte hier auch die dritte Etappe der Giro d’Italia entlang.

## Bilder

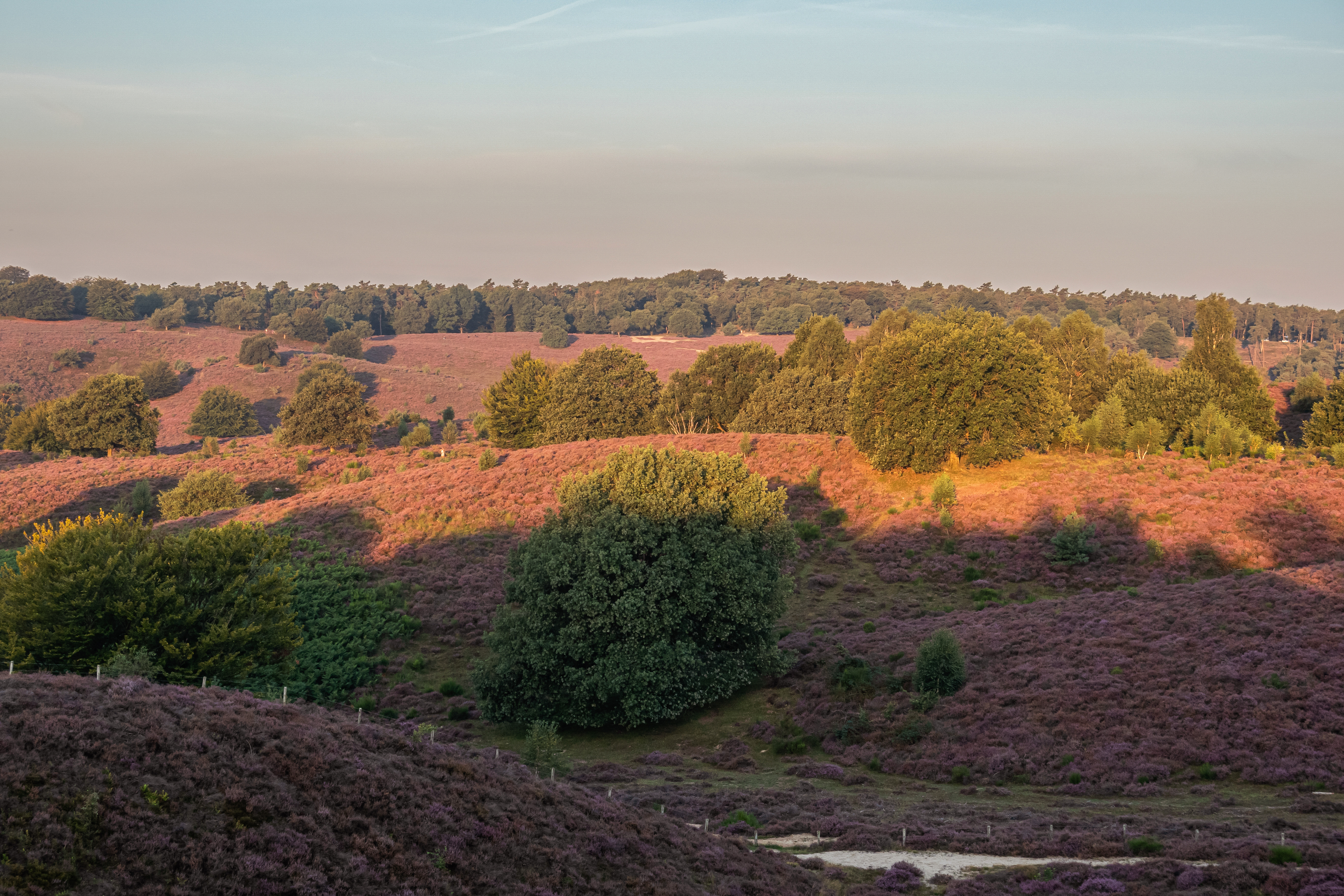
Blick vom Pavillon auf die Posbank nach Südwesten
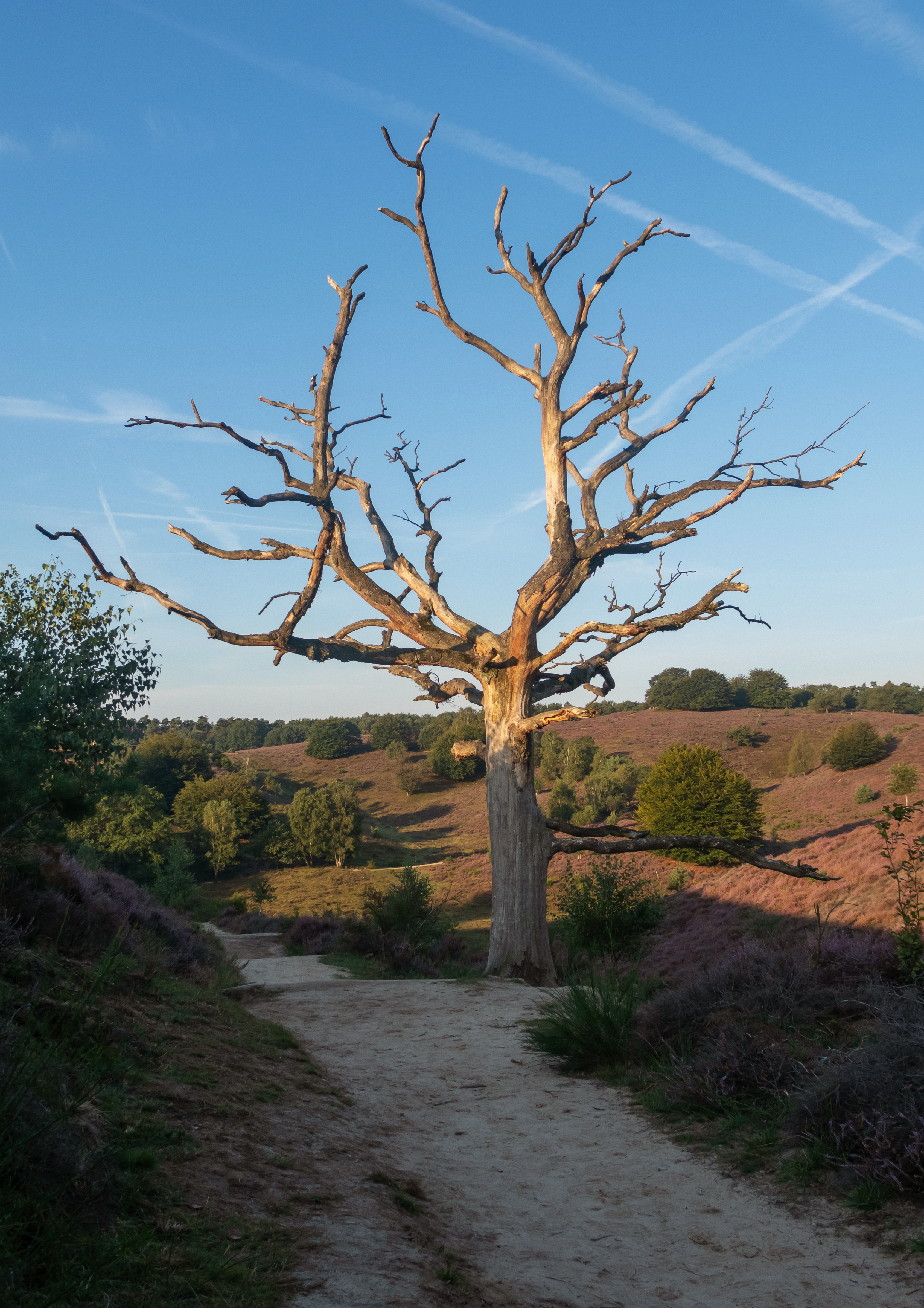
Toter Baum an der Posbank
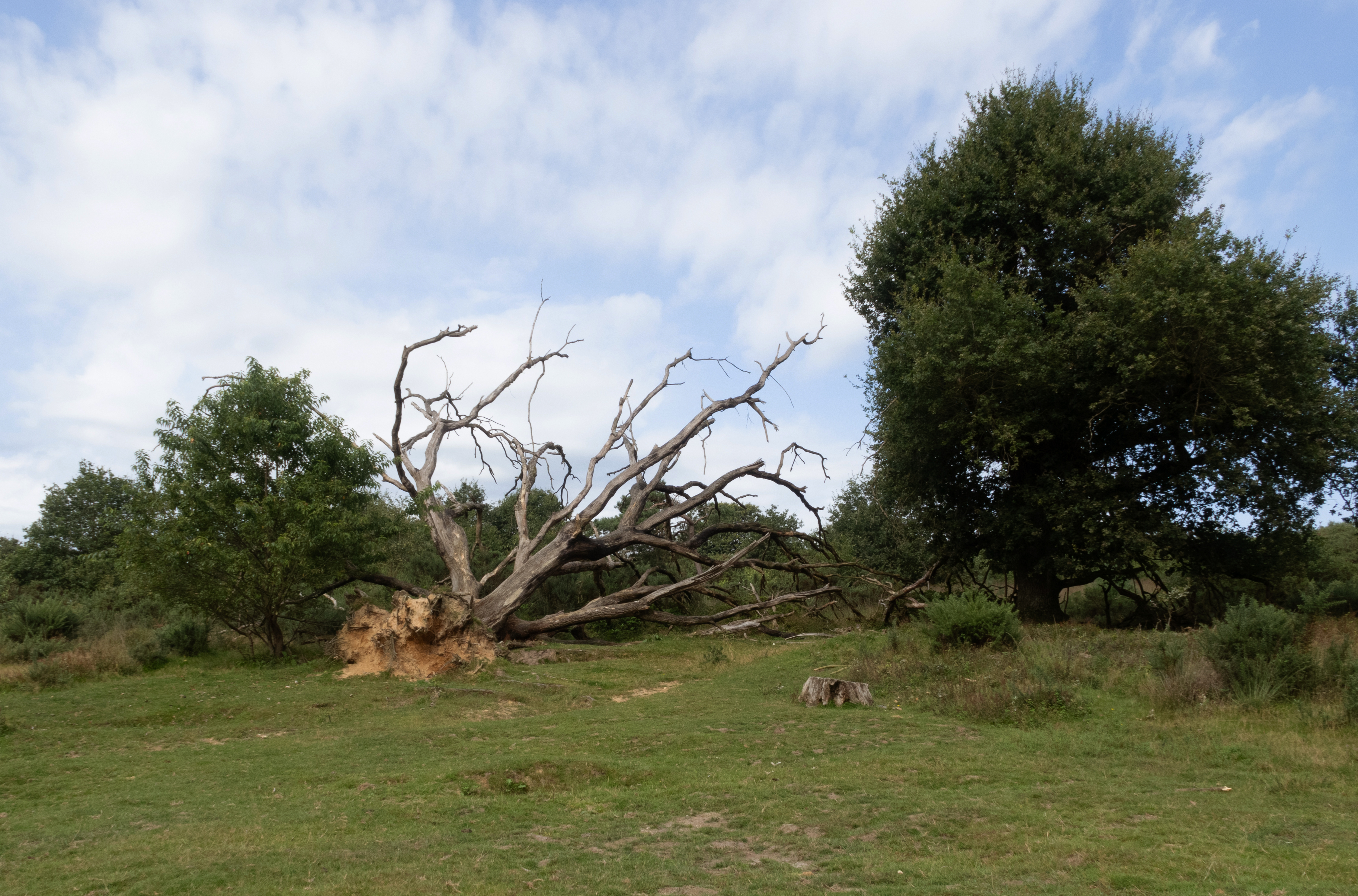
Totholz zwischen den Bäumen
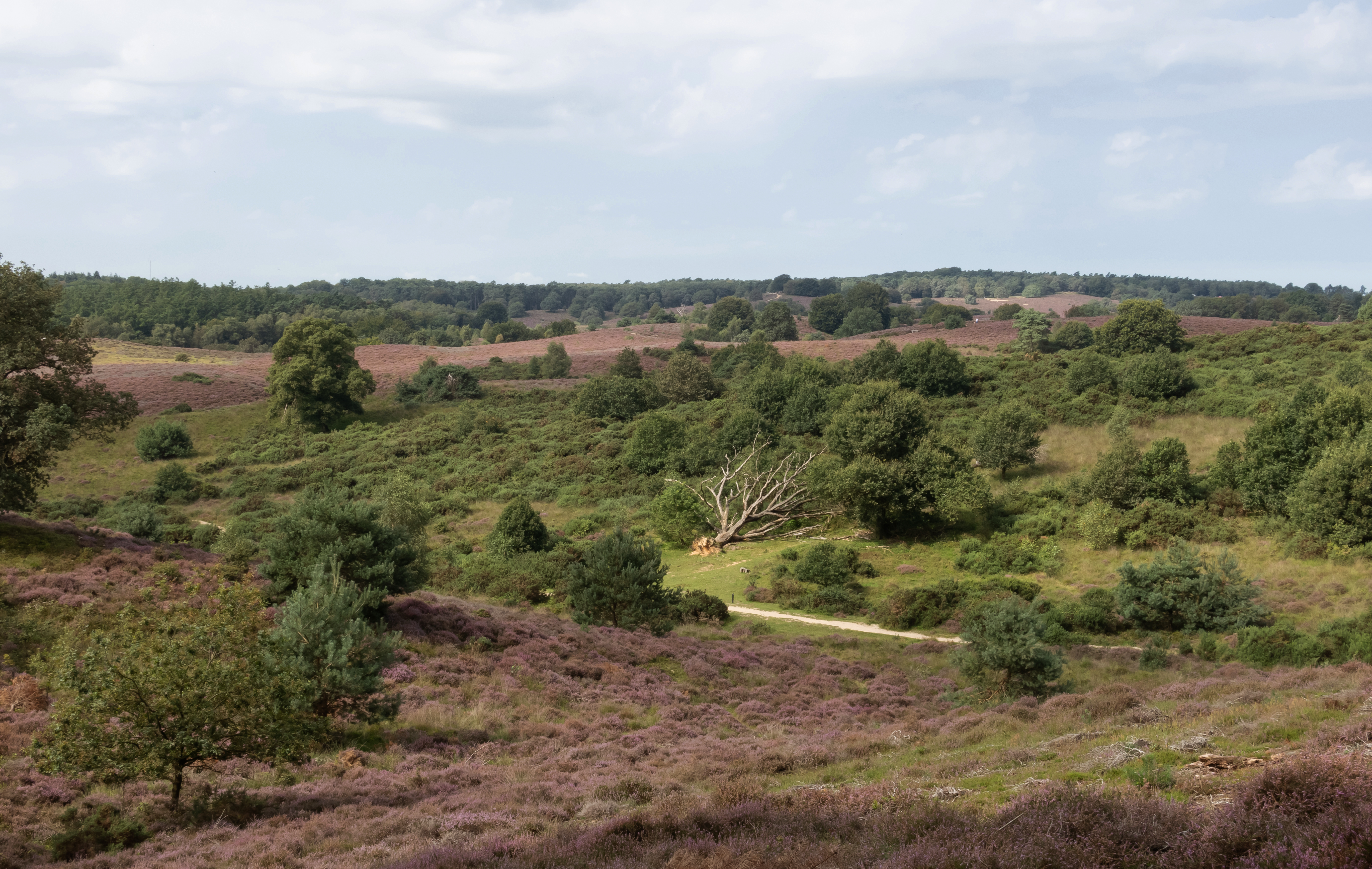
Totholz, Heideland und Bäume
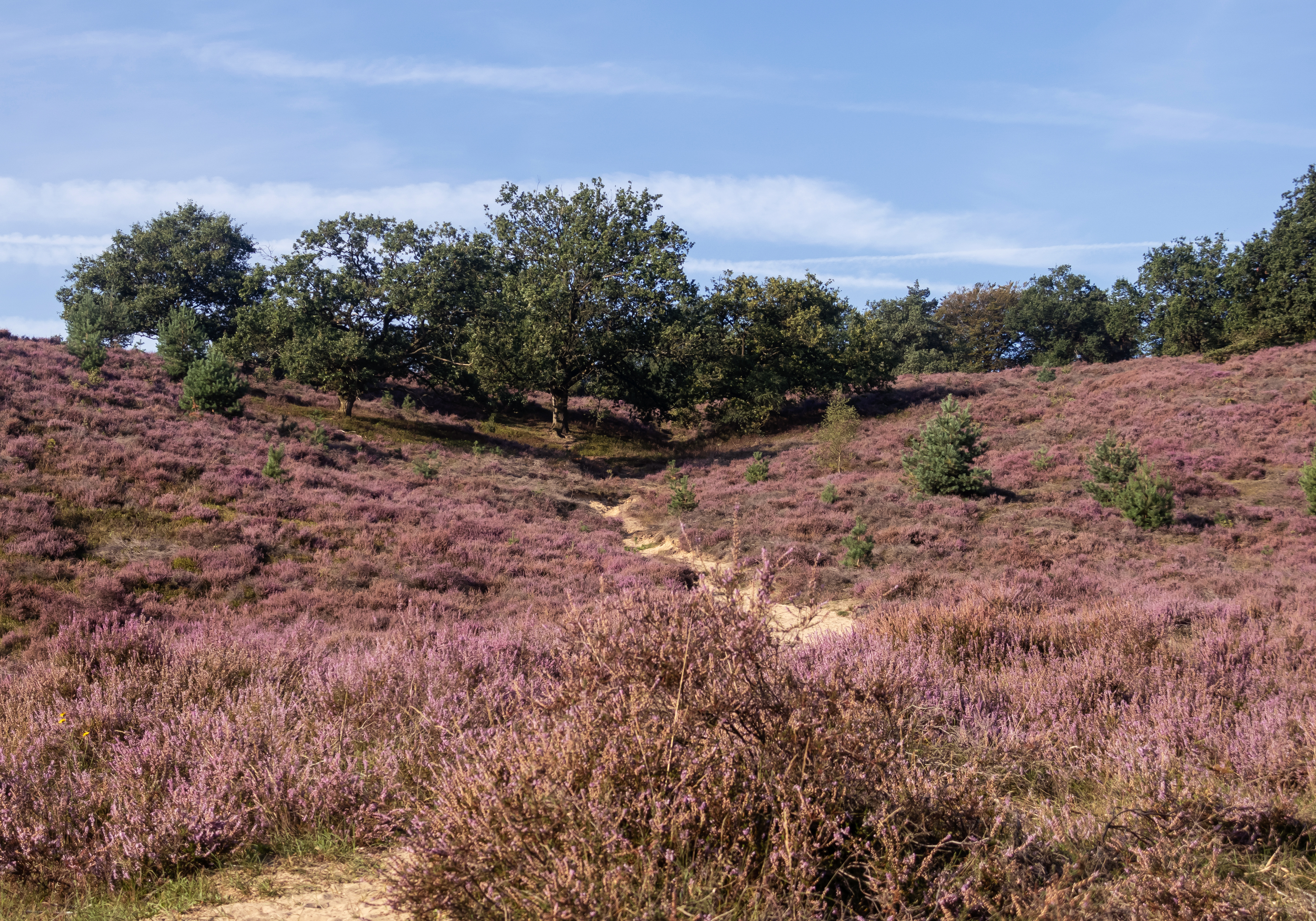
Die Posbank
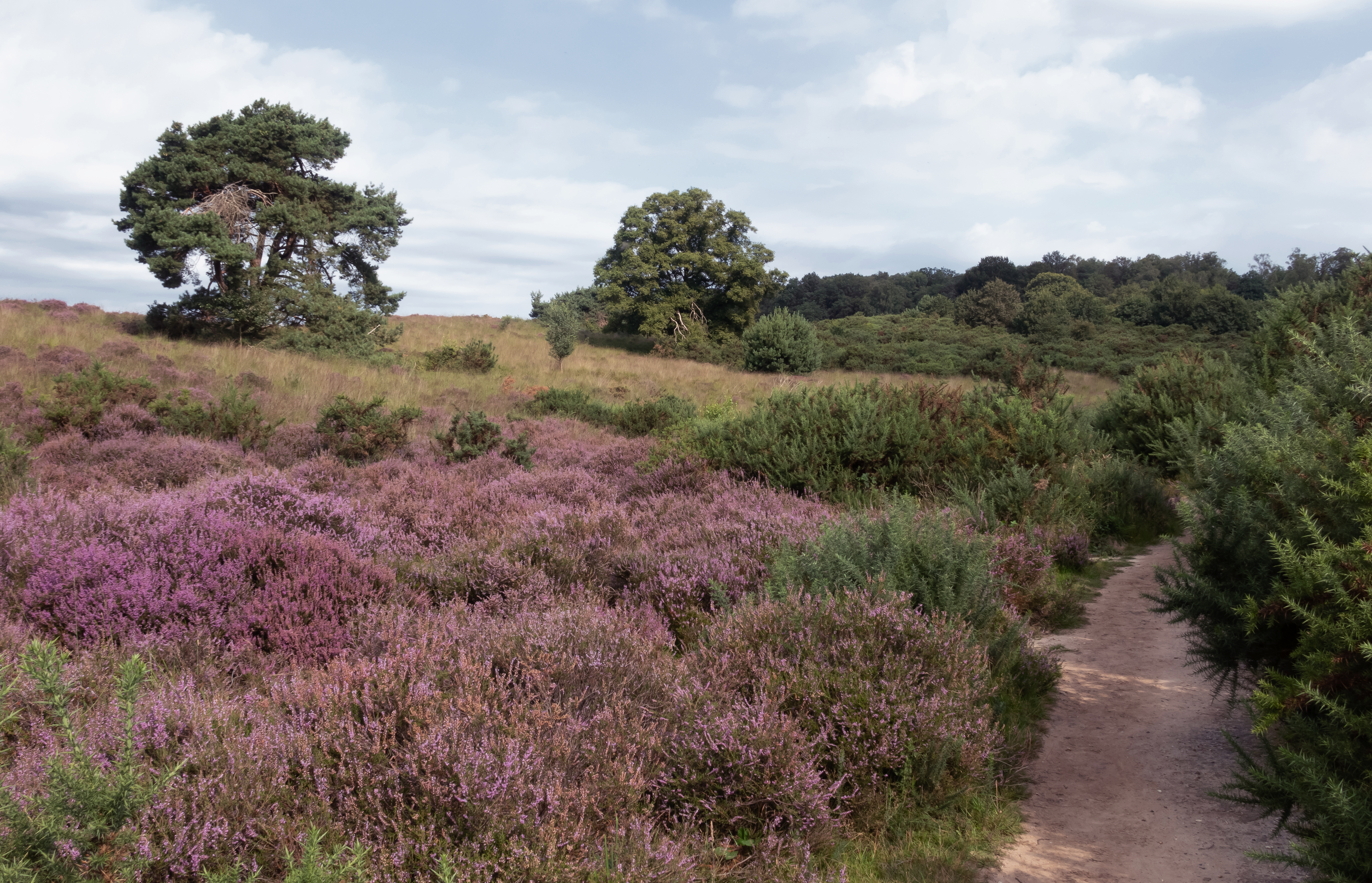
Heideland, Sträucher und Bäume
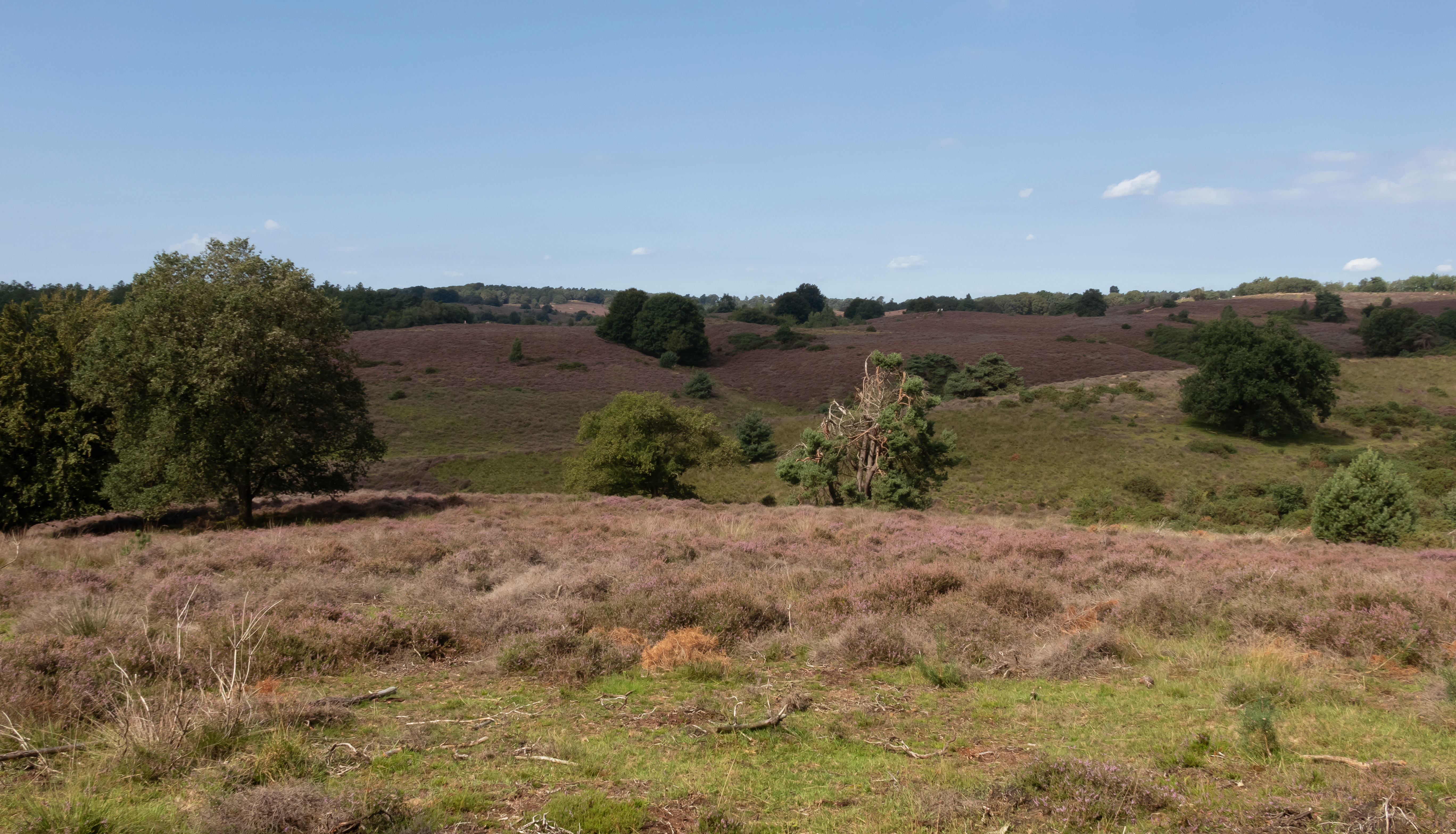
Heideland, Bäume und Sträucher
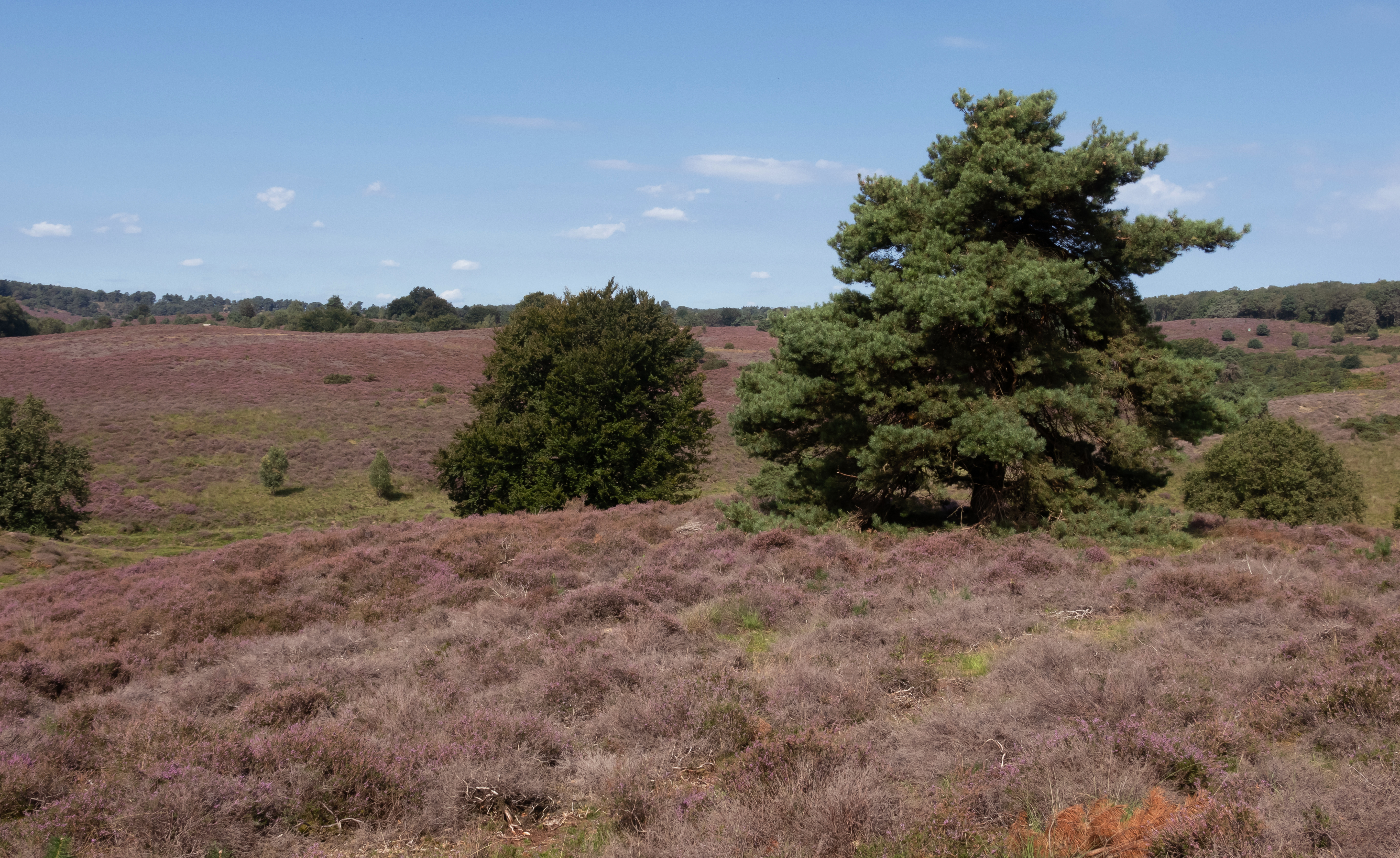
Heideland, Bäume und Sträucher